# Cathartes
Cathartes és un gènere d'ocells de la família dels catàrtids (Cathartidae) que habita en ambdues Amèriques.

## Taxonomia
Segons la Classificació del Congrés Ornitològic Internacional (versió 12.2, juliol 2022) aquest gènere està format per tres espècies:
- Zopilot capvermell (Cathartes aura).
- Zopilot selvàtic (Cathartes melambrotus).
- Zopilot de sabana (Cathartes burrovianus).